# 平多爾 (阿肯色州)
平多爾（英語：Pindall）是一個位於美國阿肯色州瑟西縣的城鎮。

## 地理
平多爾的座標為36°03′34″N 92°52′16″W / 36.05944°N 92.87111°W，而該地的平均海拔高度為323米（即1060英尺）。

## 人口
根據2020年美國人口普查的數據，平多爾的面積為7.44平方千米，皆為陸地。當地共有人口95人，而人口密度為每平方千米12人。